# Ecsenius taeniatus
Ecsenius taeniatus är en fiskart som beskrevs av Springer, 1988. Ecsenius taeniatus ingår i släktet Ecsenius och familjen Blenniidae. Inga underarter finns listade i Catalogue of Life.